# Проспект Любомира Гузара
Проспект Любомира Гузара — проспект в Соломенском районе города Киева, жилой массив Отрадный. Пролегает от Гарматной улицы до железнодорожного путепровода и проспекта Леся Курбаса.
К проспекту примыкают улицы Николая Василенко, Героев Севастополя и бульвар Вацлава Гавела.
Проезжая часть проспекта разделена на две части линией скоростного трамвая (станции «Национальный авиационный университет», «Героев Севастополя», «Вацлава Гавела»).

## История
Начальная часть проспекта возникла на старом пути к селу Никольская Борщаговка как продолжение Борщаговской улицы. В 1950-е годы (вторая половина) — Новоборщаговская, которая в 1961 году была присоединена к Борщаговской улице. В 1967 год у выделен в отдельную улицу и назван в честь лётчика-космонавта Владимира Михайловича Комарова. Фактически проспект сформирован и застроен на границе 1950—1960-х годов.
В ноябре 2019 года проспект был переименован в честь Любомира Гузара.

## Учреждения
- № 1 — Национальный авиационный университет;
- № 3 — Медгородок (поликлиника № 1 Соломенского района; Городская клиническая больница № 6; Детская клиническая больница № 4; Центр микрохирургии глаза);
- № 7 — Управление социальной защиты населения Киевской горадминистрации; отделение связи № 165;
- № 30/28 а — детский сад № 395;
- № 32 — средняя общеобразовательная школа № 26;